# فواز فلاتة
فواز فلاتة لاعب كرة قدم سعودي و يلعب مدافع.

## مسيرة اللاعب
كانت بداياته مع نادي أحد ولعب بعدها لأندية الهلال والعروبة والرائد ووقع مع نادي الفيصلي في عام 2015 و لعب معهم موسمين و بعدها وقع مع نادي القادسية و بعدها عاد إلى الرائد في صيف 2020 و انتقل إلى نادي العروبة في صيف 2021.

## روابط خارجية
- فواز فلاتة على موقع قاعدة بيانات كرة القدم.إي يو (الإنجليزية)
- فواز فلاتة على موقع Soccerway.com (الإنجليزية)
- فواز فلاتة على موقع كووورة